# Schefflera heterobotrya
Schefflera heterobotrya är en araliaväxtart som beskrevs av David Gamman Frodin. Schefflera heterobotrya ingår i släktet Schefflera och familjen araliaväxter.
Artens utbredningsområde är Sri Lanka. Inga underarter finns listade.